# De boeken van de Zieners
De boeken van de Zieners zijn de Nederlandse vertalingen van de delen uit de The Farseer trilogy. Dit is de eerste trilogie die Margaret Lindholm geschreven heeft onder haar pseudoniem Robin Hobb. De drie delen van de trilogie zijn Leerling en Meester, Moordenaar des konings en Vermogen en Wijsheid.
Ze vertellen het verhaal van FitzChevalric Ziener, een koninklijke bastaard, die opgeleid wordt tot moordenaar en in wiens kielzog zich grote gebeurtenissen afspelen. Opmerkelijk hierbij is dat het verhaal wordt verteld door Fitz zelf; het is dus geschreven in eerste persoon en niet in derde persoon, zoals gebruikelijk is bij fantasy.
Het verhaal van Fitz vindt zijn vervolg in De boeken van de Nar. Deze twee reeksen spelen, evenals De boeken van de Levende Schepen, zich af in de fictieve wereld van het Rijk van de Ouderlingen

## Leerling en meester
FitzChevalric komt als koninklijke bastaard terecht in de Hertenhorst, hoofdburcht van de Zes Hertogdommen. Hij wordt hier opgeleid tot moordenaar in dienst van de koning. Hij leert van zijn meester Chade alles wat er bij het moorden komt kijken. Aan het einde van het boek krijgt Fitz zijn eerste grote opdracht. Hij moet een prins vermoorden. Het probleem is alleen dat een van de prinsen zint op de troon en een plan heeft om de troon de zijne te maken door zijn halfbroer de kroonprins te vermoorden.

## Moordenaar des konings
Nadat zijn eerste opdracht voltooid was was FitzChevalric halfdood. Hij vertrok uit het bergrijk met Staljongen Manus en goede vriend Burrich. Terug in de Hertenhorst komt hij weer in aanraking met Regaal, die nog steeds boos is op Fitz omdat zijn plan mislukt is. De coterie van Regaal(groep vermogensgebruikers) zit Fitz achterna en hij moet al zijn geheimen voor zich houden. Zoals zijn vriendin Mollie en zijn band met de wolf Nachtogen.
Aan het einde van het boek gaat Kroonprins Veritas op zoek naar de Ouderlingen. Een mythisch volk waarvan niemand weet of het bestaat. Als Veritas eenmaal weg is gaat het plan van Regaal in werking. Hij wil koning worden en daarvoor moeten Koning Vlijm en de troonopvolgers allemaal sterven.

## Vermogen en Wijsheid
FitzChevalric is in het vorige boek uit zijn lichaam getreden en samen met de wolf Nachtogen in één lichaam gaan leven. Hij wordt er weer uitgehaald nadat zijn (aangenomen) dode lichaam was opgegraven. Hij gedraagt zich in het begin als een wild beest maar komt steeds meer terug naar de mensenwereld. Als hij eenmaal mens is komt hij erachter dat behalve Chade en Burrich iedereen denkt dat Fitz dood is. Hij neemt een andere naam en reist naar Oversteek, waar Regaal heen is verhuisd, om de nieuwe koning, Regaal, te vermoorden.
Zijn plan mislukt grandioos omdat de coterie (die nog bestaat uit Will, Carrod en Burl) Fitz misleidt. Hierdoor moet hij Oversteek ontvluchten, later zal Fits in de handen van Burl vallen in het dorpje Maansoog. Hij belandt daar in de gevangenis, maar wordt bevrijd door zijn vriendin Spreeuw. Hierna gaat hij naar het Bergrijk om Koning Veritas te zoeken, die hem door middel van het vermogen heeft geroepen.(deel 2) Hij gaat op reis met Koningin Kettricken, de Nar en een paar anderen, waaronder een oud vrouwtje (met de naam Ketel). Ketel (die in werkelijkheid Merel heet) blijkt erg oud te zijn (ruim 200 jaar) en heeft veel verloren kennis over het vermogen. Ze is meer dan 200 jaar oud, en blijkt vroeger tot een van de sterkste coterieën te hebben behoord. Maar ze werd verbannen uit de Hertensprong omdat ze in haar eigen coterie iemand doodde.
Als Veritas gevonden is blijkt hij bezig te zijn met iets onmogelijks. Samen met Ketel gaat Veritas deze onmogelijke taak verder tot uitvoering brengen.Ze hakken een stenen draak uit die later door deze twee tot leven gewekt zal worden(dit kost hun leven), ze offeren zich op voor hun geliefde Hertogdommen. Later ontdekt Fitz hoe hij de verouderde draken tot leven kan wekken (met bloed en Wijsheid) en deze oudere draken zullen Veritas helpen in zijn strijd tegen de Rode Kapers. Dit zal de redding van de zes Hertogdommen worden.
Fitz zal 15 jaar een kalm leven leiden.....

## Hoofdpersonages
- FitzChevalric Ziener: Bastaardzoon van Kroonprins Chevalric.
- Nachtogen: Wolf en Wijsheidspartner van Fitz.
- Mollie: Jeugdvriendinnetje van Fitz, later Fitz' grote liefde
- Koning Vlijm: Koning van de Zes Hertogdommen
- Nar: Nar van Koning Vlijm en Fitz' beste vriend
- Chade: Bastaardhalfbroer van Koning Vlijm, Fitz' leermeester in het moordenaarsvak
- Prins Chevalric: Oudste zoon van Koning Vlijm en vader van Fitz, doet na het bekendmaken van Fitz' bestaan afstand van zijn rechten op de troon en trekt zich terug op zijn landgoed.
- Patience: Vrouw van Prins Chevalric, na zijn dood keert ze terug naar de Hertenhorst en staat daar in voor Fitz' culturele opvoeding
- Dentelle: Gezelschapsdame van Patience
- Burrich: Vertrouwensman van Chevalric, later stalmeester van de Hertenhorst. Hij neemt de jonge Fitz onder zijn hoede.
- Kroonprins Veritas: Tweede zoon van Koning Vlijm, wordt Kroonprins van de Zes Hertogdommen nadat zijn broer afstand deed van zijn titel. Hij staat met zijn vermogen in voor de verdediging van het koninkrijk tegen de Rode Kapers.
- Kettricken: Dochter van de koning van het Bergrijk. Ze wordt door Prins Regaal uitgekozen als bruid voor Kroonprins Veritas. Neemt al snel de rol van Koningin van de Hertenhorst op zich.
- Prins Regaal: Jongste zoon van Koning Vlijm en diens tweede vrouw.